# Erioptera peringueyi
Erioptera peringueyi är en tvåvingeart som beskrevs av Ernst Evald Bergroth 1888. Erioptera peringueyi ingår i släktet Erioptera och familjen småharkrankar. Inga underarter finns listade i Catalogue of Life.